# Seriphium
Seriphium es un género de plantas fanerógamas con 44 especies descritas pertenecientes a la familia Asteraceae.

## Taxonomía
El género fue descrito por Carlos Linneo y publicado en Species Plantarum 2: 928, en 1753.

#### Etimología
Seriphium: nombre antiguo utilizado por Plinio el Viejo y que lleva nombre de la isla griega de Serifos, donde crecían plantas ásperas y toscas como el ajenjo o similares a esta en términos de crecimiento y follaje, como el ajenjo marino (distintas plantas del género Artemisia).

## Especies
Comprende 9 especies aceptadas:
- Seriphium cinereum L., 1753
- Seriphium cryptophyllum (Baker) Koek., 2016
- Seriphium incanum (Thunb.) Lam., 1783
- Seriphium kilimandscharicum (O.Hoffm.) Koek., 2016
- Seriphium pachycladum (Humbert) Koek., 2016
- Seriphium passerinoides Lam., 1783
- Seriphium plumosum L., 1753
- Seriphium saxatilis (Levyns) Koek., 2016
- Seriphium spirale (Less.) Koek., 2016